# Jimmy Johnstone
James Connolly "Jimmy" Johnstone (født 30. september 1944, død 13. marts 2006) var en skotsk fodboldspiller (højre midtbane).
Johnstone er bedst kendt for sine 14 år hos Glasgow-storklubben Celtic F.C., hvor han var en del af holdets særdeles succesfulde periode op gennem 1960'erne og 70'erne. Her var han med til at vinde intet mindre end ni skotske mesterskaber i træk, fire FA Cup-titler samt Mesterholdenes Europa Cup i 1967. I finalen i Lissabon spillede han hele kampen mod italienske Inter.
I slutningen af sin karriere spillede Johnstone for klubber i både England, USA og Irland, blandt andet Sheffield United.
Johnstone spillede desuden 23 kampe og scorede fire mål for det skotske landshold. Hans første landskamp var et opgør mod Wales 3. oktober 1964, hans sidste en kamp mod Spanien 20. november 1974. Han var en del af landets trup til VM i 1974 i Vesttyskland, men kom dog ikke på banen i turneringen.
Han blev i 2004 indlemmet i Scottish Football Hall of Fame.

## Titler
Skotsk Premier League
- 1966, 1967, 1968, 1969, 1970, 1971, 1972, 1973 og 1974 med Celtic

Skotsk FA Cup
- 1967, 1971, 1972 og 1974 med Celtic

Skotlands Liga Cup
- 1966, 1967, 1969, 1970 og 1975 med Celtic

Mesterholdenes Europa Cup
- 1967 med Celtic